# Onyx (przedsiębiorstwo)

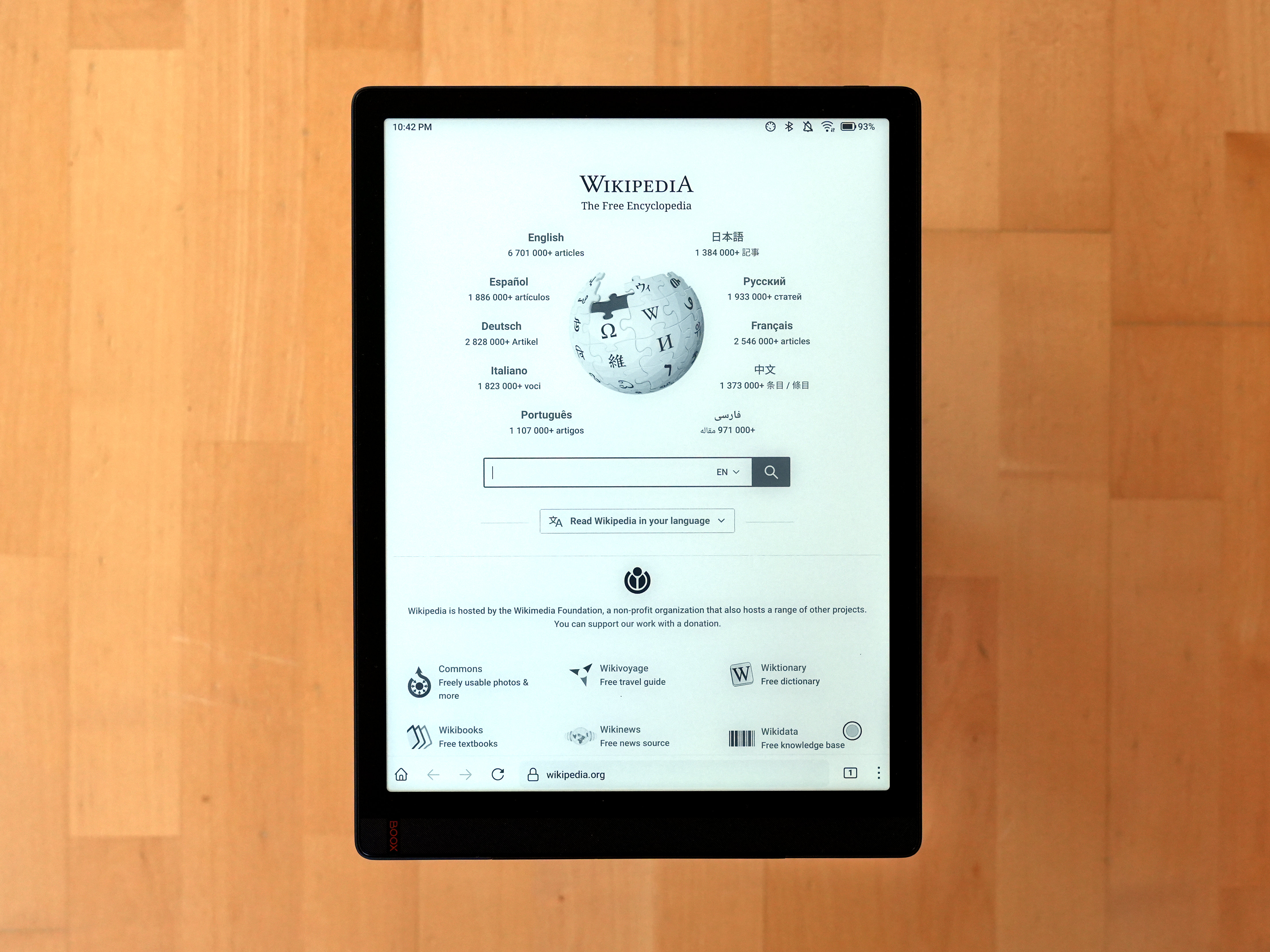
Onyx Boox Tab X

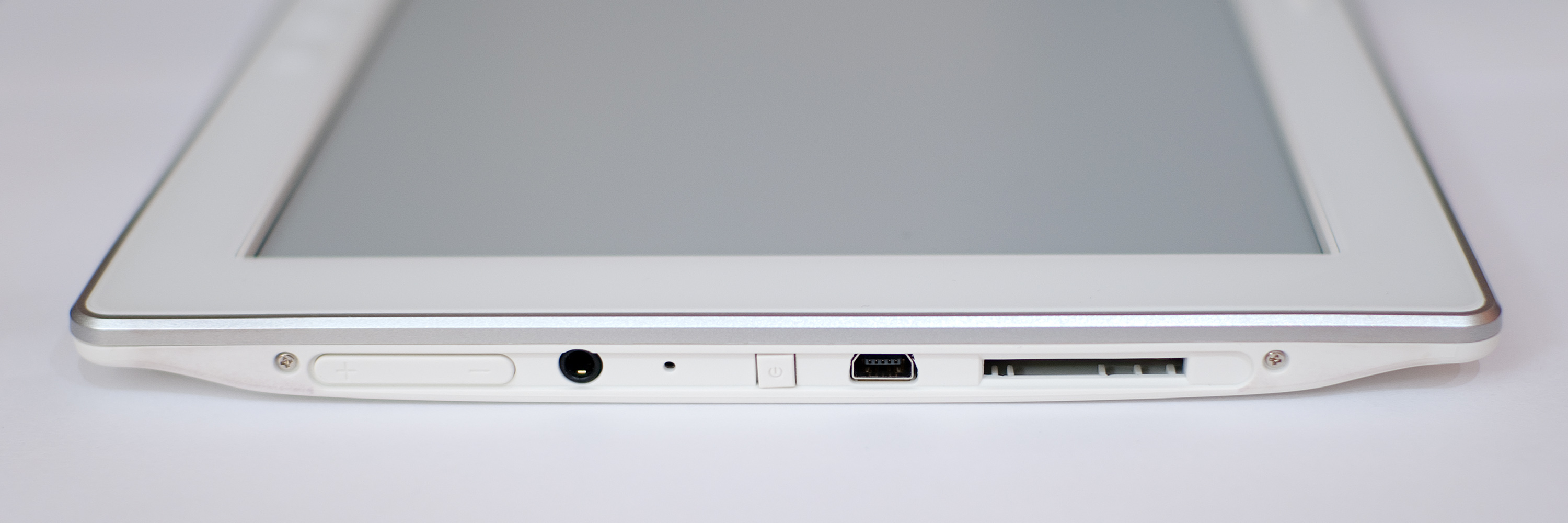
Onyx Boox M92

Guangzhou Onyx Information Technology Co., Ltd. (chiń. 广州文石信息科技有限公司) – chińskie przedsiębiorstwo elektroniczne zajmujące się produkcją urządzeń z ekranami e-ink. Zostało założone w 2008 roku, a swoją siedzibę ma w Kantonie (prowincja Guangdong). 
Oferta przedsiębiorstwa obejmuje czytniki e-booków i tablety e-ink, sprzedawane pod marką Boox. W 2009 roku marka weszła na rynek międzynarodowy. Od 2011 roku urządzenia Onyx są oparte na systemie Android. Przedsiębiorstwo tworzy także monitory e-ink (przenośne i stacjonarne).
Onyx Boox należy do głównych chińskich konkurentów Amazon Kindle, przy czym urządzenia Onyx odróżniają się wykorzystaniem otwartego systemu Android. Do popularności tych produktów w Chinach przyczyniła się obsługa zewnętrznych aplikacji mobilnych i różnych platform e-booków, powiązanych z miejscowymi ekosystemami.